# リンスク条約
リンスク条約（リンスクじょうやく、英語: Treaty of Rinsk）は、北方戦争中の1655年11月2日（ユリウス暦）/11月12日（グレゴリオ暦）に締結された、公領プルシ（ドイツ語名プロイセン）と王領プルシの同盟。ブランデンブルク選帝侯兼プロイセン公フリードリヒ・ヴィルヘルムと王領プルシの貴族はブランデンブルク軍を王領プルシに駐留させることに同意、スウェーデン軍の侵攻から身を守ろうとした。しかしダンツィヒ（ポーランド語名グダニスク）、ソーン（ポーランド語名トルン）、エルビング（ポーランド語名エルブロンク）は条約に参加しなかったためブランデンブルク軍の駐留はなく、ダンツィヒ以外はスウェーデンに降伏した。王領プルシの残りもマリエンブルクを除いて全てスウェーデンに占領され、フリードリヒ・ヴィルヘルムの軍勢はケーニヒスベルクまで追撃を受けた後、1656年1月のケーニヒスベルク条約でスウェーデンの宗主権を受け入れることを余儀なくされた。